# Distichophyllum crispulum
Distichophyllum crispulum là một loài Rêu trong họ Hookeriaceae. Loài này được (Hook. f. & Wilson) Mitt. mô tả khoa học đầu tiên năm 1882.